# Silvia de Aquitania
Silvia de Aquitania (c. 330 Elusa, Novempopulania, Galia Aquitania - C. 406 en Brescia, Italia) fue una peregrina y santa católica.

## Familia
Era hermana de Rufino, primer ministro del Imperio de Oriente en tiempos de Teodosio y Arcadio.

## Obra
En la Historia lausíaca de  Paladio de Galacia se señala que viajó en peregrinación a la edad de 60 años y se enorgullecía de sus hábitos ascéticos.
Hasta finales del siglo XIX se pensaba que era la autora de un relato detallado de su peregrinación, pero ahora se atribuye a otra peregrina de la época, Egeria. Dom Férotin en la Revue des questions historiques, vol. lxxiv, apoyándose sobre todo en que es mencionada por un abad del Bierzo del siglo VII pone punto final a esta cuestión, siendo comúnmente aceptado entre los investigadores que Silvia no fue una cronista y sí la hispana Etheria (o Egeria).